# Leviatan (film, 2014)
Leviatan (rusko Левиафан) je ruski dramski film iz leta 2014, ki ga je režiral Andrej Zvjagincev in zanj napisal tudi scenarij skupaj z Olegom Neginom, v glavnih vlogah pa nastopajo Aleksej Serebrjakov, Jelena Ljadova in Vladimir Vdovičenkov. Navdih za film je Zvjagincev našel v zgodbi Američana Marvina Heemeyerja, ki jo je postavil v rusko okolje. Lik protagonista spominja na biblični lik Joba in zgodbo o Nabotovem vinogradu. Kritiki so film označili kot prepričljiv prikaz delovanja usode, moči in denarja.
Film je bil premierno prikazan 23. maja 2014 v glavnem tekmovalnem programu Filmskega festivala v Cannesu, kjer sta bila Zvjagincev in Negin nagrajena za najboljši scenarij, film pa je bil nominiran za zlato palmo. Na Londonskem filmskem festivalu in Indijskem mednarodnem filmskem festivalu je bil izbran za film leta ter osvojil zlati globus za najboljši tujejezični film. Nominiran je bil za oskarja za najboljši mednarodni celovečerni film na 87. podelitvi. Leta 2016 je bil v BBC-jevi anketi filmskih kritikov izbran za 47. najboljši film po letu 2000.

## Vloge
- Aleksej Serebrjakov kot Kolja
- Roman Madjanov kot župan Vadim
- Vladimir Vdovičenkov kot Dima
- Jelena Ljadova kot Lilja
- Sergej Pohodajev kot Roma
- Ana Ukolova kot Anžela
- Igor Savočkin kot preiskovalec
- Margarita Šubina kot tožilka Gorjunovа